# Kenneth Kaunda
Kenneth Kaunda, né le 28 avril 1924 à Lubwa (Chinsali en Rhodésie du Nord, actuelle Zambie) et mort le 17 juin 2021 à Lusaka (Zambie), est un homme d'État zambien.
Il est le premier Président de la république de Zambie indépendante, du 24 octobre 1964 au 2 novembre 1991. Il quitte le pouvoir à la suite de sa large défaite à l'élection présidentielle de 1991, face au syndicaliste Frederick Chiluba. Lors de son décès, il est le dernier ancien premier président d'un pays africain issu de la vague de décolonisation des années 1960 à être en vie.

## Origines et formation
Kaunda est le fils d'un pasteur émigré du Malawi. En tant que fils de pasteur, il est aussi l'un des rares noirs à bénéficier d'une éducation scolaire, car à l'époque toutes les écoles sont dirigées par les missionnaires, l'administration coloniale ne voulant pas développer l'instruction publique.
En Rhodésie du Nord, colonie d'exploitation britannique, Kaunda est très vite confronté à la ségrégation raciale en étant ainsi plusieurs fois expulsé de lieux réservés aux blancs, notamment d'une bibliothèque.
Il devient enseignant et exerce cette profession jusqu'en 1947. Il part ensuite pour la « Ceinture de cuivre », puis en Rhodésie du Sud, et exerce différents métiers.

## Parcours politique

### Débuts
Engagé contre les discriminations raciales, il est emprisonné et astreint aux travaux forcés en 1955 pour avoir distribué des tracts jugés subversifs par les autorités coloniales. 
Faisant partie de l'élite dans son pays, Kaunda forme l'UNIP (United Party for Independence) au début des années 1960. Il attira vite l'attention en étant le seul politicien noir de Rhodésie du Nord croyant en son unité et parce qu'il est un disciple de Gandhi, appelant à la désobéissance civile et rejetant la lutte armée. Sans attache clanique, il parvient à rassembler les différentes ethnies de Rhodésie du Nord afin de lutter contre la discrimination raciale et l'exploitation des ressources naturelles (cuivre notamment) par les Britanniques. Le parti est interdit dès l'année suivante et il est à nouveau emprisonné.

### Fédération de Rhodésie et du Nyassaland
La Fédération de Rhodésie et du Nyassaland, mise en place par le Royaume-Uni, fonctionne de 1953 à 1963. Elle regroupe les colonies du Nyassaland, de Rhodésie du Nord et de Rhodésie du Sud. Dirigée par un gouvernement fédéral, elle assure l'octroi de certains droits politiques aux Africains. Ceux-ci sont associés aux décisions du gouvernement pour leur permettre d'acquérir l'expérience de la gestion des affaires et un jour la possibilité d'exercer la réalité du pouvoir.
Le but de la fédération permet cependant de maintenir la domination économique des blancs. Les noirs peuvent voter mais les conditions censitaires pour accéder au droit de vote sont tellement drastiques que moins de mille d'entre eux possèdent une carte d'électeur dans les années 1950.
À partir de 1958, Roy Welensky, chef du gouvernement fédéral et Edgar Whitehead, chef du gouvernement de Rhodésie du Sud, doivent faire face à une agitation politique grandissante des nationalistes africains qu'ils répriment violemment. En 1960, une révision de la Constitution provisoire de 1953 doit être négociée entre le gouvernement britannique, le gouvernement fédéral et les dirigeants noirs africains. Ces derniers quittent la conférence constitutionnelle pour protester contre l'intransigeance des colons blancs de Rhodésie du Sud, qui ne désirent pas partager le pouvoir et craignent d'être dominés du fait de leur infériorité numérique.
Les nationalistes noirs ne tardent pas à engager des pourparlers avec le gouvernement britannique pour se retirer du processus de révision aboutissant ainsi à la faillite de la fédération. En juillet 1961, une nouvelle constitution n'en est pas moins proposée par référendum aux 80 000 électeurs sud-rhodésiens. Boycottés par les 4 000 électeurs africains, elle est approuvée par les électeurs blancs, satisfaits de voir le Royaume-Uni renoncer à ses pouvoirs réservés qui l'autorisait à intervenir pour défendre les intérêts africains.
La Constitution entre en vigueur le 6 décembre 1961, alors que les premiers troubles violents ont lieu en Rhodésie du Sud. En décembre 1962, un nouveau parti, le Front rhodésien (Rhodesian Front - RF) remporte les élections générales sud-rhodésiennes et forme un nouveau gouvernement dont le but est d'assurer la pérennité de la domination blanche. Au lendemain de ces élections, le Royaume-Uni prend acte de l'éclatement politique entre les blancs de Rhodésie du Sud et les nationalistes noirs. Il reconnaît alors le droit au Nyassaland, peuplé à 99 % de noirs, à quitter la fédération. Le 29 mars 1963, la même décision est prise pour la Rhodésie du Nord. 
Lors des élections législatives en 1964, l'UNIP remporte 55 sièges sur 88 ; Kaunda devient Premier ministre d'une Rhodésie du Nord. Une des premières urgences à gérer est l'insurrection d'une église ou secte Lumpa, fondée par Alice Lenshina. Il fait réprimer ce mouvement à la fois religieux et politique, une répression qui fait des centaines de morts,. Dans la même période, il négocie l'indépendance qui est proclamée le 24 octobre 1964. Kenneth Kaunda devient le premier président de la République de Zambie.
Il rejette le tribalisme et tente d'unifier plus de 72 tribus sous la devise « Une Zambie, une nation ». Il est perçu comme un chef d’État modéré, défenseur du multiracialisme, et a toujours espéré une société pacifique qui accueillerait aussi bien les Africains blancs que les Noirs.

### Indépendance et soutien aux autres pays africains

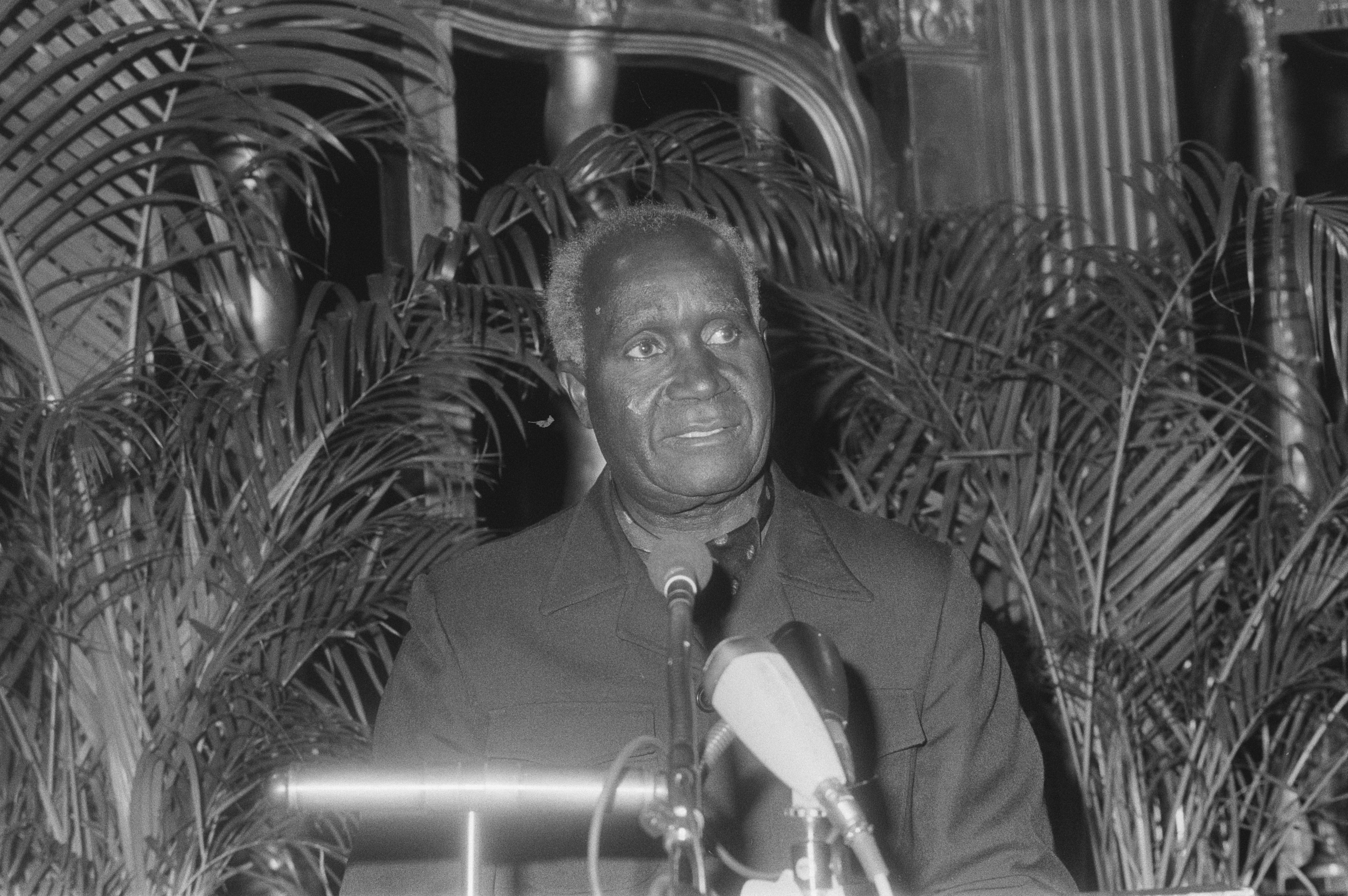

Kaunda instaure une dictature à parti unique dans les premières années de l'indépendance. Il fait de l'UNIP le seul parti politique autorisé au motif d'éviter l'éclatement du pays, chacune des 70 ethnies étant jusqu'alors représentée par une formation politique. Le système de parti unique est mis en place afin « d'intégrer toutes les tendances ». 
Au moment de son indépendance, les caisses de l'État zambien sont vides et le système éducatif presque inexistant. Les mines et le chemin de fer sont nationalisés. La nationalisation des mines de cuivre, qui représentaient 90 % des recettes en devises du pays, a coïncidé avec une crise énergétique mondiale et une chute des prix du cuivre qui sont à l'origine d'une spirale de la dette dont le pays ne parviendra jamais à sortir. Des projets d'industrialisation sont menés en coopération avec la Chine, dont l'emblématique « Tanzam », la ligne ferroviaire reliant le pays au port de Dar es Salam en Tanzanie, et le barrage de Kafue Gorge pour ne plus dépendre du charbon rhodésien.
Enfin la priorité est donnée à l'enseignement et le taux de scolarisation augmente rapidement.
L'idéologie officielle du régime de Kaunda appartient à la famille du socialisme africain : mélange de socialisme et de nationalisme, elle est baptisée « humanisme zambien » et repose sur la combinaison d'une économie planifiée et centralisée et de valeurs africaines traditionnelles d'entraide et de loyauté envers la communauté.
Il établit un axe diplomatique et politique fort avec le président tanzanien Julius Nyerere, ce qui permet à de nombreux combattants et réfugiés sud-africains, mozambicains et rhodésiens de disposer d'une base arrière. Nelson Mandela lui réserve sa première visite à l'étranger après sa libération.

### Départ du pouvoir
Le système de parti unique et la nationalisation de l'industrie minière menèrent à une énorme corruption dans l'administration, engendrant de l'inflation et plusieurs dévaluations monétaires. L'État prit de lourds crédits auprès des banques étrangères, endettant les générations futures.
Le pouvoir d'achat des Zambiens s'effondra, entraînant grèves et manifestations dans tout le pays[réf. nécessaire].
La dégradation de la situation économique et la pression internationale en faveur d'une démocratisation des pays africains font progressivement vaciller le pouvoir de Kaunda. Son ami Julius Nyerere, ancien président de la Tanzanie qui a lui-même renoncé au pouvoir en 1985, l'encourage à faire de même. En 1991, Kaunda accepte l'organisation d'élections libres : celles-ci sont remportées par l'opposition, et Kaunda accepte le résultat du scrutin, laissant la place à Frederick Chiluba. 

## Dernières années et mort

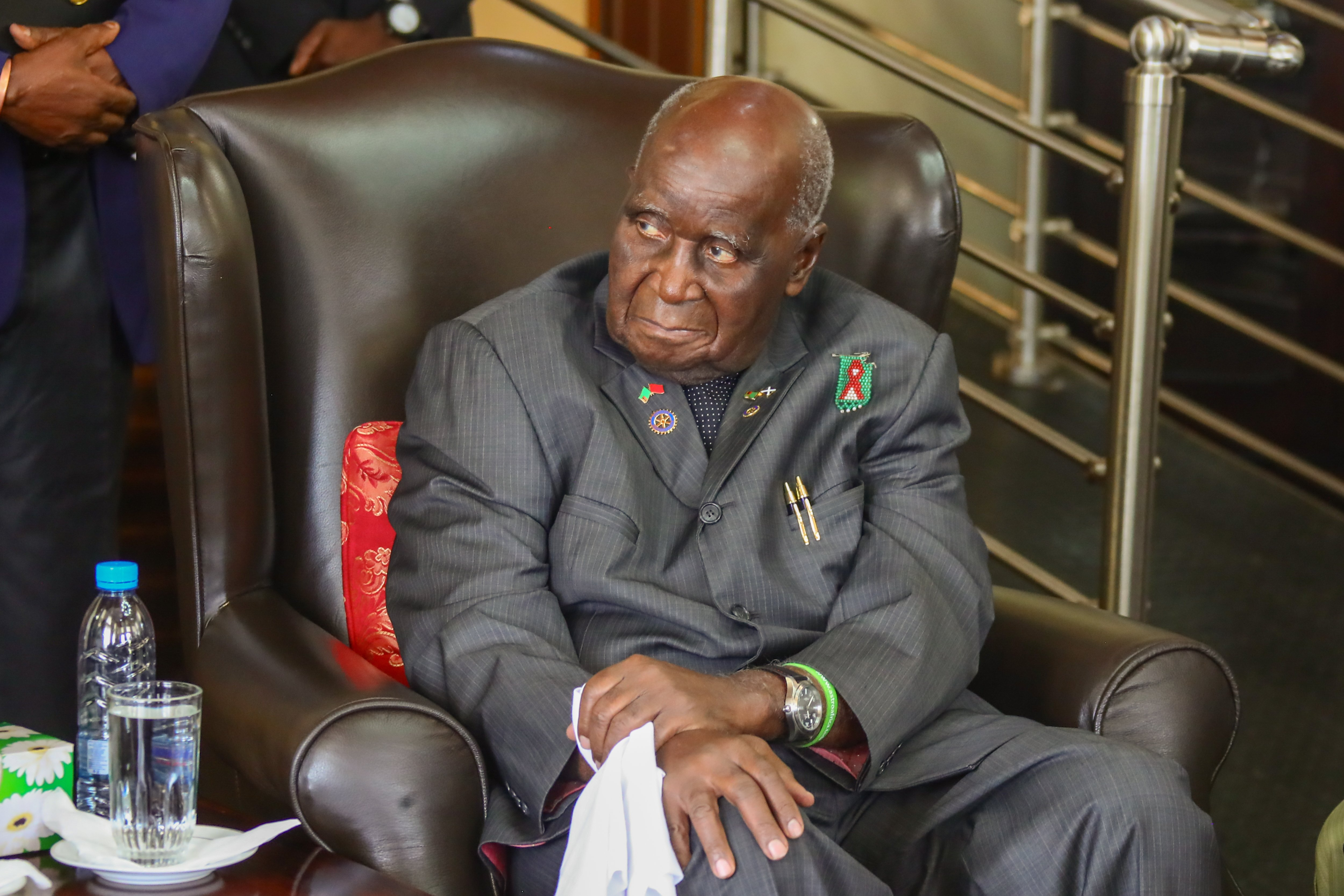
Kenneth Kaunda en 2020.

En 1997, Kenneth Kaunda est privé de sa citoyenneté zambienne à la suite d'une tentative de coup d'État ; il parvient cependant trois ans plus tard à faire annuler le jugement. Dans les années 2010, le président Michael Sata lui confie des missions diplomatiques.
Après sa retraite, il s'implique dans diverses organisations caritatives. Sa contribution la plus notable est son zèle dans la lutte contre la propagation du VIH/sida. Un des enfants de Kaunda a été atteint par la pandémie dans les années 1980.
Hospitalisé à l’hôpital militaire Lusaka, il meurt le 17 juin 2021.

## Œuvres
- Dominion status for Central Africa?, 1958
- Zambia shall be free : an autobiography, 1962 (plusieurs rééd.)
- Zambia, independence and beyond : the speeches of Kenneth Kaunda, 1966
- The Rhodesian crisis, 1967 (en collab.)
- Humanism in Zambia and a guide to its implementation, 1967
- A humanist in Africa : letters to Colin M. Morris from Kenneth D. Kaunda, president of Zambia, 1969 (traduit en français sous le titre Une politique pour l'homme en Afrique, 1970)
- The Riddle of violence, 1980

## Distinctions
- Grand-croix de l'ordre de l'Infant Dom Henri